# Cilieni
Cilieni – wieś w Rumunii, w okręgu Aluta, w gminie Cilieni. W 2011 roku liczyła 3244 mieszkańców.